# Команданте Сотомайор
Хосе Фернандо Фернандес Васкес, известный под псевдонимом Хорхе де Сотомайор или команданте Сотомайор — (1904, Пуэбла-дель-Караминьяль (Галисия) — 1986, Мерида, Венесуэла) — испанский республиканский военный деятель-антифашист, участвовавший в акциях антифашистского сопротивления в послевоенные годы в Испании и Португалии.

## Биография
Служил в испанском военном флоте в звании мичмана. В 1928 году, во время военной диктатуры Мигеля Примо де Риверы, был арестован и отправлен в лагеря в Африке за республиканскую деятельность. Участвовал в восстании в Хаке в 1930 году, ушёл с военной службы и в 1933 году вступил в Коммунистическую партию Испании (PCE).
В начале гражданской войны в Испании он получил звание лейтенанта и служил в Вильягарсиа-де-Ароза, где участвовал в обороне Риа-де-Ароса. После победы франкистских сил в Галисии укрылся в Сьерра-де-Барбанса вместе с группой вооруженных сторонников, откуда в августе 1937 года бежал в Португалию, где участвовал в потоплении корабля Кригсмарине, перевозившего оружие для франкистов, после чего снова перебрался в республиканскую зону.

## Концентрационный лагерь и ссылка
Участвовал во французском сопротивлении нацистам и был заключен в концлагерь Освенцим, где находился до конца войны.
В знак протеста против прекращения вооруженного сопротивления вышел из рядов Компартии Испании в 1948 году. Находясь в изгнании в Венесуэле, он был одним из основателей Иберийской революционной директории освобождения (DRIL). Вместе с Энрике Гальвао и Хосе Вела принял активное участие в захвате лайнера «Санта-Мария», принадлежащего Португалии, получившем известность как «Операция Дульсинея», чтобы привлечь внимание мировой общественности к проблеме существования диктатур Салазара и Франко в послевоенной Европе.
Провёл несколько лет на Кубе в качестве профессора университета. Был членом постоянного секретариата Латиноамериканской организации солидарности.